# Dalano Banton

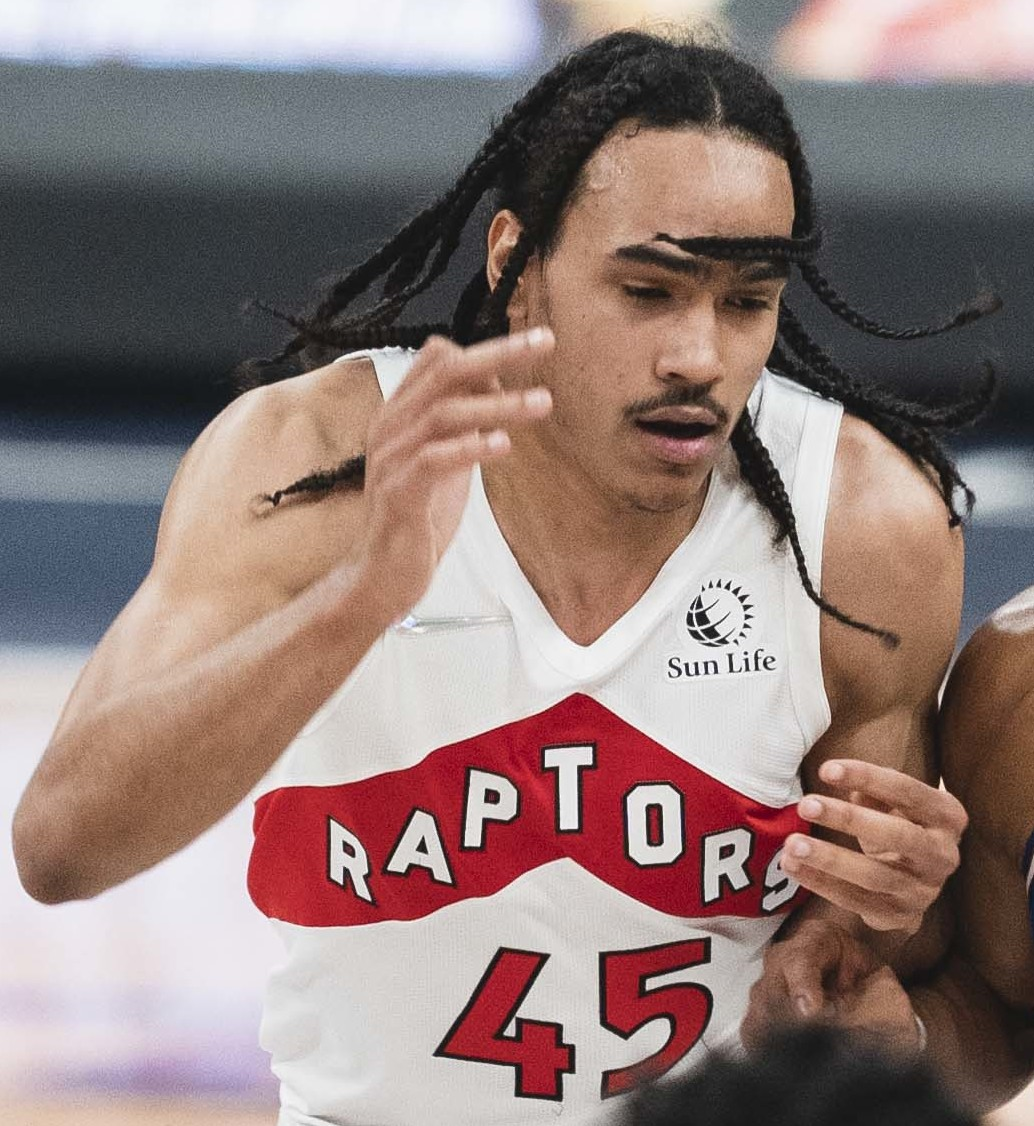
Dalano Banton, 2021.

Dalano Banton, född 7 november 1999 i Toronto i Ontario, är en kanadensisk professionell basketspelare (PG/SF) som spelar för Portland Trail Blazers i National Basketball Association (NBA). Han har tidigare spelat för Toronto Raptors och Boston Celtics.
Banton draftades av Toronto Raptors i andra rundan i 2021 års draft som 46:e spelare totalt.
Innan han blev proffs studerade Banton först på Western Kentucky University och spelade för deras idrottsförening Western Kentucky Hilltoppers. År 2019 blev han överförd till University of Nebraska–Lincoln och spelade för Nebraska Cornhuskers.